# Capilla Vieja
Capilla Vieja es una localidad argentina ubicada en el Departamento Calamuchita de la Provincia de Córdoba. Se encuentra sobre el río Los Reartes, 7 km al norte de Villa General Belgrano y 3 km al sur de Los Reartes.
El lugar fue asentamiento de comunidades prehispánicas.

## Población
Cuenta con 68 habitantes (Indec, 2010), lo que representa un incremento del 518% frente a los 11 habitantes (Indec, 2001) del censo anterior.